# Hermann Oldenberg
Hermann Oldenberg, född den 31 oktober 1854  i Hamburg, död den 18 mars 1920, var en tysk religionshistoriker och sanskritist.
Oldenberg blev extra ordinarie professor 1881 i Berlin samt ordinarie professor 1889 i Kiel och 1908 i Göttingen. 
Oldenberg var en av sin tids mest betydande forskare på det indiska området, och hans arbeten rör sig företrädesvis på två huvudområden, den vediska litteraturen (främst Rigveda) och den buddhistiska såväl som på den buddhistiska lärans uppkomst och historia.